# Богацький Єгор Петрович
Єгор Петрович Богацький (нар. 6 травня 1917, с.  Покровка, нині Сумська область — 1 лютого 1996, м. Суми) — радянський танкіст, учасник Другої світової війни, Герой Радянського Союзу (1945),  Гвардії полковник.

## Походження та навчання
Є.Богацький народився 6 травня (23 квітня — за старим стилем) 1917 року в селі Покровка Сумського повіту  Харківської губернії, що підпорядковувалась Центральній Раді (нині село Краснопільського району Сумської області України) в сім'ї селянина Петра Семеновича Богацького.
Після закінчення семи класів неповної середньої школи, Є.Богацький почав працювати на Михайлівському заводі вогнетривкої цегли. Потім працював в радгоспі завідувачем пунктом Сумського маслозаводу.
Після закінчення Сумського технологічного технікуму він працював бухгалтером в селі  Чернеччина на Грязнянському цукровому заводі.

## Участь у війні
З початком війни Є.Богацький був призваний Краснопольським районним військкоматом Сумської області 23 липня 1941 року до лав  Робітничо-селянської Червоної Армії. Він навчався в Сталінградському танковому училищі, яке з літа 1942 року знаходилося в евакуації в  Кургані.
В кінці листопада 1942 року молодший лейтенант Є.Богацький прибув в розташування  109-ї танкової бригади  16-го танкового корпусу  Донського фронту, однак в бойових діях корпусу під Сталінградом взяти участь не встиг. 16-й танковий корпу зазнав великих втрат і його 1 грудня 1943 року було виведено в тил для доукомплектування.
У лютому 1943 року корпус був підпорядкований 2-ій танковій армії  Центрального фронту. В її складі командир танка Т-34 молодший лейтенант Є.Богацький брав участь у Сєвській операції.
До літа 1943 року він вже був лейтенантом, командував танковим взводом. На початку  Курської битви 2-а танкова армія перебувала в резерві фронту і була кинута в прорив в ході  Орловської операції. 2 серпня 1943 р. Є.Богацький був легко поранений. За відзнаку в Курській битві його було удостоєно Орденом Червоної Зірки.
Після битви на Курській дузі Є.Богацький в ході  Чернігівсько-Прип'ятської операції брав участь в  Битві за Дніпро.
З 18 січня 1944 року старший лейтенант Є.Богацький у складі 309-го танкового батальйону 109-ї танкової бригади 16-го танкового корпусу 2-ї танкової армії 1-го Українського фронту брав участь у відбитті німецького контрудару на Вінницькому напрямку, а потім в  Корсунь-Шевченківської операції.
29 січня 1944 року в бою за село  Оратів  Вінницької області взвод старшого лейтенанта Є.Богацького знищив 2 німецьких танка « Тигр», 6 автомашин , 3 бронетранспортера і до 80 солдатів та офіцерів противника, з них на рахунок Єгора Петровича був записаний один танк, дві автомашини, один бронетранспортер і до 30 фашистів. Після бою біля села Оратів Є.Богацький був призначений командиром танкової роти. Його рота відзначилася в лютому 1944 року в боях під  Вінницею. У боях біля села Петровська та поблизу сіл  Лисянка і  Хижинці рота Є.Богацького в період з 7 по 18 лютого 1944 року знищила 15 ворожих танків, з яких 9 були на рахунку командира роти, 18 автомашин, 6 бронетранспортерів, 4 гармати, 120 підвід з військовим майном і до 1100 солдатів і офіцерів противника.
22 лютого 1944 р. 2-а танкова армія була підпорядкована 2-му Українському фронту. У його складі Є.Богацький брав участь в  Умансько-Ботошанської операції, звільнення міста Умань, форсуванні річок Південний Буг, Дністер і Прут. 5 березня 1944 року він був важко поранений.
Старший лейтенант Є.Богацький брав участь у визволенні польських міст Люблін та Демблін, а в кінці липня — на початку серпня 1944 року — у відбитті німецького контрудару під  Варшавою.
20 листопада 1944 року 2-а танкова армія стала Гвардійською. 16-й танковий корпус був перейменований в 12-й гвардійський танковий корпус, 109-а танкова бригада — в 48-у гвардійську. На початку грудня 1944 року 12-та й гвардійський танковий корпус був переданий  8-ї гвардійської армії 1-го Білоруського фронту, проте перед початком  Вісло-Одерської операції знову увійшов до складу 2-ї гвардійської танкової армії.
16 січня 1945 року 2-а гвардійська танкова армія була кинута в прорив і за 15 діб боїв подолала з боями близько 700 кілометрів. В ході операції особливо відзначилася рота гвардії капітана Є.Богацького. У період з 14 до 26 січня 1945 року ротою було знищено 2 самохідні установки, 17 знарядь різного калібру, 13 бронетранспортерів, 17 автомашин і до 370 солдатів і офіцерів вермахту. 27 січня рота відразу форсувала річку Ґвда в районі населеного пункту Кюддовталь (нині містечко Мотильово за 4 км на південь від міста Піла  Великопольського воєводства Республіки Польща) та в боях за плацдарм відбила контратаку противника, знищивши три танка, дві протитанкові гармати, і до 80 ворожих солдат і офіцерів противника, що дозволило іншим частинам бригади без втрат форсувати водну перешкоду.
У лютому — на початку квітня 1945 року Є.Богацький брав участь в  Східно-Померанській операції, а потім в  Берлінській операції.
Війну він закінчив у Берліні, розписавшись на одній з колон  Рейхстагу. Всього за час війни на рахунку гвардії капітана Є.Богацького значилося 11 знищених німецьких танків, 17 автомашин, 39 кулеметів, 23 гармати і близько 1000 солдатів і офіцерів противника.
31 травня 1945 року гвардії капітану Єгору Петровичу Богацькому було присвоєно звання Героя Радянського Союзу.

## Військова служба
Після закінчення Другої світової війни він продовжив службу в своїй частині в складі  Групи радянських військ у Німеччині. Незабаром його направили в Ленінградську Червонопрапорну Ордена Леніна вищу офіцерську бронетанкову школу імені В. М. Молотова, яку він закінчив у 1946 році.
Потім служив в бронетанкових військах, був командиром танкового батальйону, заступником командира полку.
З 1960 року підполковник Є.Богацький служив військовим комісаром  Тячівського району  Закарпатської області

## Партійність
1944 року Є. Богацький вступив до лав ВКП(б), з 1952 року — КПРС.

## Пенсія та смерть
У 1968 році в званні полковника він вийшов у відставку.
Жив в місті Шостка Сумської області, потім переїхав в Суми.
1 лютого 1996 року Є.Богацький помер. Поховали його на Ново-Центральному Баранівському кладовищі в місті Суми.

## Нагороди та звання
- Медаль «Золота Зірка» № 6756 (31 травня 1945).
- Орден Леніна № 44634 (31 травня 1945).
- Орден Червоного Прапора (11 березня 1944).
- Орден Червоної Зірки — двічі (18 серпня 1943, 30 грудня 1956).
- Орден Вітчизняної війни 1 ступеня — двічі (25 травня 1945, 11 березня 1985).
- Почесний громадянин міста Тячів.

## Увічнення пам'яті
- Ім'я Героя Радянського Союзу Є.Богацького увічнено на Алеї Героїв селища  Краснопілля Сумської області.